# Marta Sorlí Fresquet
Marta Sorlí Fresquet (Alcalà de Xivert, Baix Maestrat, 16 de juny de 1986) és una política valenciana, afiliada al Bloc Nacionalista Valencià i diputada electa per la coalició Compromís-Podemos-És el moment en la XI legislatura espanyola.
Diplomada en treball social per la Universitat Rovira i Virgili i membre del Bloc Jove i de la coordinadora comarcal del Maestrat i els Ports, Sorlí es va presentar a les eleccions primàries de la Coalició Compromís per a les Eleccions a les Corts Valencianes de 2015, en les quals va ser la tercera candidata més votada però en anar la cinc de la llista no va obtindre escó; no obstant això, el mateix any va guanyar en primàries l'altre candidat a encapçalar la llista de Castelló per al Congrés, el vilarealenc Santi Cortells.
Finalment, la llista encapçalada per Sorlí va aconseguir 74.457 vots (24,12% dels emesos) i un escó dels cinc en disputa, el primer aconseguit pel valencianisme polític en la circumscripció i l'únic dels cinc ocupat per una dona.

## Galeria
- Entrevista a La Represa del 29 d'abril de 2016